# Kanikula-Gletscher
Der Kanikula-Gletscher ist ein 17 km langer Talgletscher an der Südostflanke der Alaskakette in Alaska (USA). 

## Geografie
Der Kanikula-Gletscher befindet sich vollständig innerhalb des Denali-Nationalparks. Das Nährgebiet des Gletschers befindet sich östlich der Avalanche Spire auf einer Höhe von etwa 1500 m. Der durchschnittlich 900 m breite Gletscher strömt in überwiegend südöstlicher Richtung und endet unterhalb des Mount Goldie auf 450 m Höhe. Die Gletscherzunge bildet die Quelle des Tokositna River, der in südöstlicher Richtung abfließt.